# Березовий Гай (зупинний пункт)
Бере́зовий Гай (біл. Бяро́завы Га́й) — пасажирський залізничний зупинний пункт Берестейського відділення Білоруської залізниці на лінії  Хотислав — Берестя-Центральний між зупинними пунктами Мухавець (2,3 км)  та станцією Берестя-Південний (2,7 км). Розташований за 2,8 км на північний захід від селища Мухавець Берестейського району Берестейської області.

## Пасажирське сполучення
На зупинному пункті Березовий Гай зупиняються регіональні поїзди економ-класу сполученням Берестя — Хотислав.